# 平井大橋

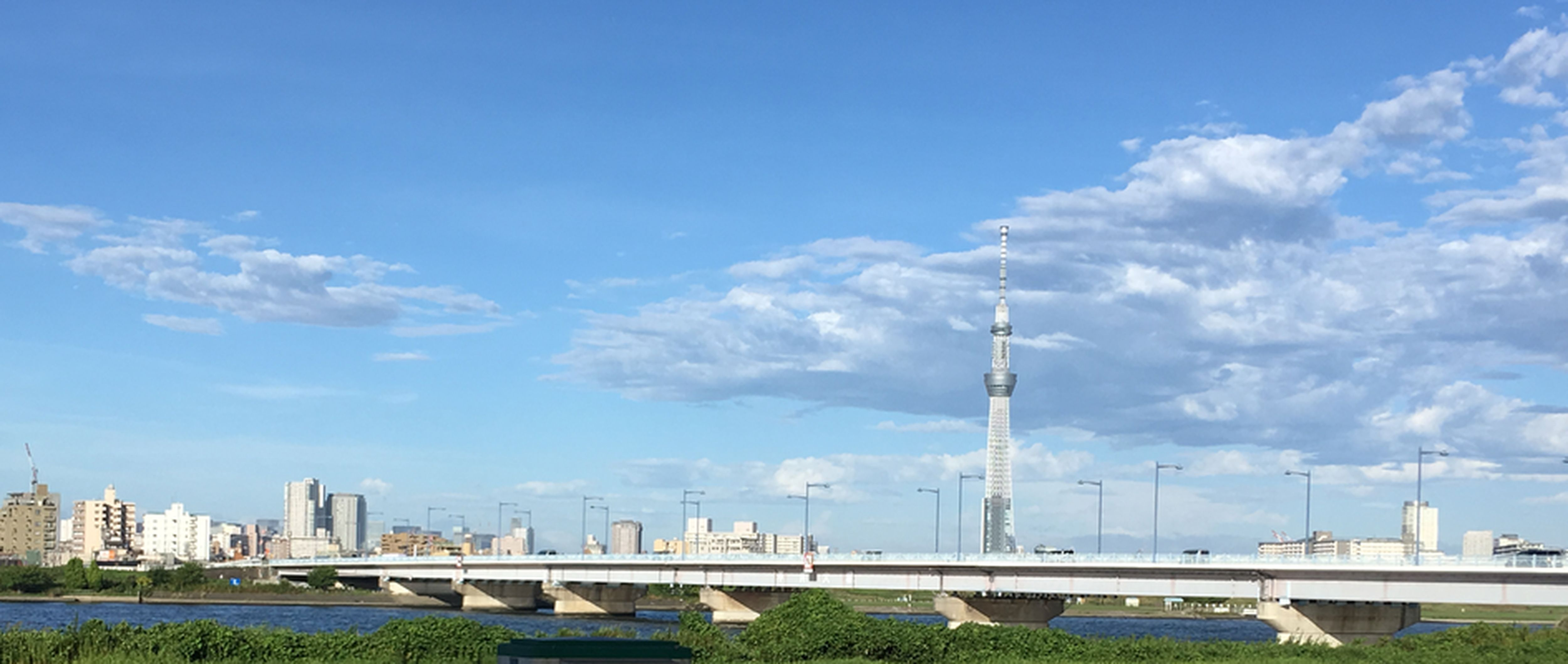
平井大橋（左岸下流側、2018年8月）

平井大橋（ひらいおおはし）は、荒川（荒川放水路）および中川に架かる東京都道315号御徒町小岩線（蔵前橋通り）の橋である。東京都内の葛飾区西新小岩と江戸川区平井を結んでいる。

## 概要
荒川の河口から6.0 kmの地点に架かる橋で、橋長616.0メートル（荒川渡河部483.9メートル、中川渡河部132.1メートル）、幅員20メートル（車道16メートル、歩道2メートル×2）、最大支間長60メートルの鋼カンチレバー箱桁（ゲルバー式格子箱桁）および単純活荷重合成鈑桁橋（主径間3径間、側径間12径間）である。
また、荒川と中川の橋の間に14.4メートルの盛土区間があり、渡河区間の総延長はさらに長い。また、首都高速道路平井大橋出入口とも接続している。右岸側取り付け道路は高架橋、左岸側取り付け道路は盛土となっている。取り付け道路の長さは右岸側は231.1メートル、左岸側は153.5メートルである。橋の東詰は2007年（平成19年）10月に整備された、たつみ橋交差点に架かる新小岩陸橋へ接続する。橋の管理者は東京都で、災害時に防災拠点等に緊急輸送を行なうための、東京都の特定緊急輸送道路に指定されている。

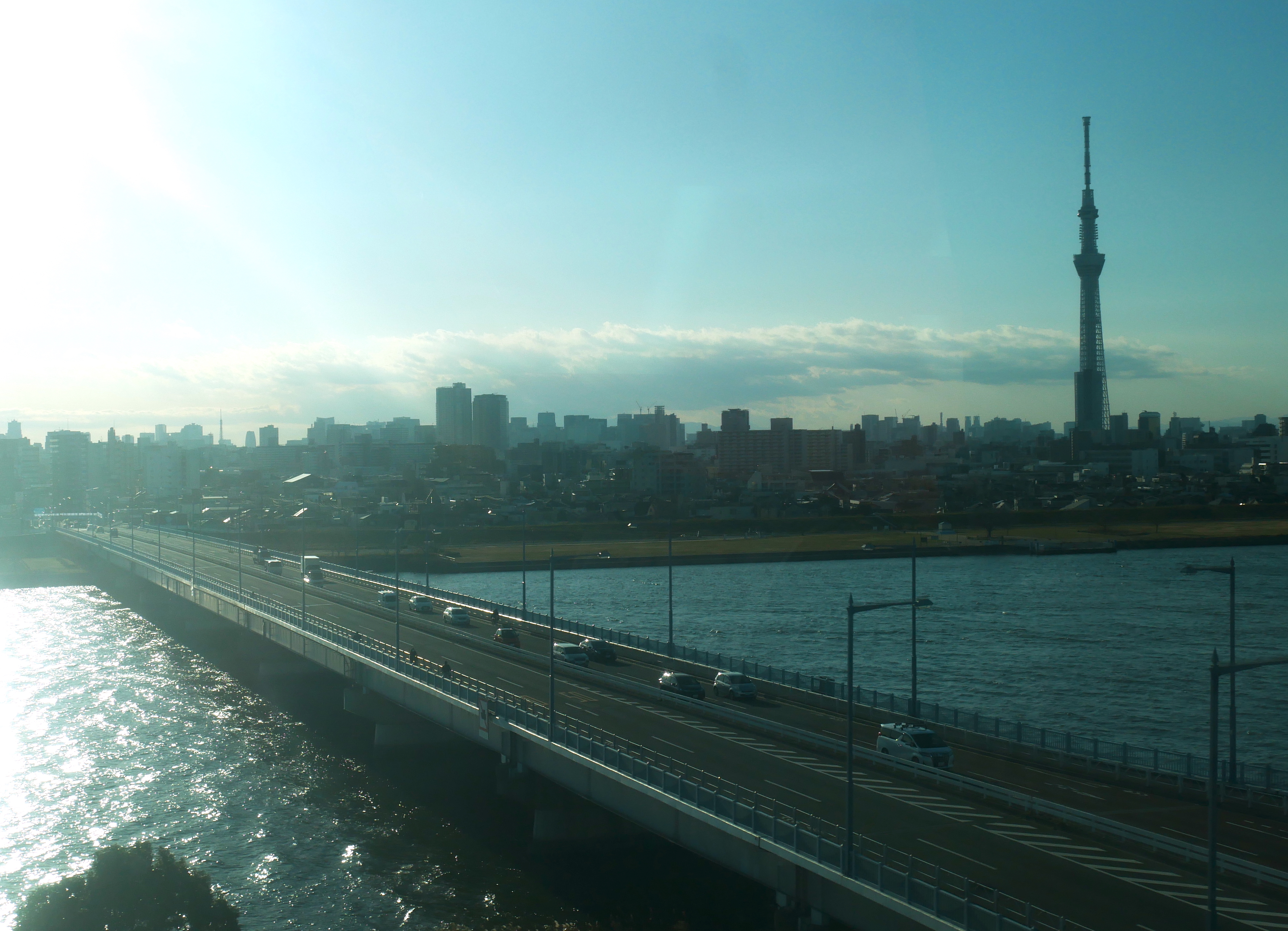
平井大橋（2019年1月）

## 橋の架設
橋は四ツ木橋や小松川大橋など荒川に架かる橋の混雑緩和を目的に東京都第五建設事務所が事業主体として建設を行い、1961年（昭和36年）着工、1966年（昭和41年）竣工、同年8月開通。下部工（橋脚）の基礎は4基は鋼管杭脚付きケ－ソン基礎、9基は鋼管杭基礎を使用している。開通当初は用地買収や区画整理の遅れから右岸側の取り付け道路がまだ未完成だったが、1967年（昭和42年）4月に取り付け道路が竣工された。総事業費は16億2700万円であった。
かつて、荒川放水路を越えて江戸川区平井地区へ行くには四ツ木橋か小松川橋などの橋へ迂回するルートしかなく不便であったが、この橋の開通により利便性が向上し、ひいては千葉県京葉地域への重要なルートへと変貌した。
直線で見通しが良い道路であるが、橋から川に転落する事故が相次いだことから、1980年（昭和55年）秋に中央分離帯にガードレールが設置され、縁石周りに反射塗料を塗布するなどの対策を講じた。

## 周辺
- 平井運動公園 - 河川敷に所在。
- 平井大橋下児童遊園 - 右岸側取り付け道路の高架下に所在。
- 新小岩公園
- 新小岩陸橋
- 平井駅
- 新小岩駅
- 葛飾区立新小岩中学校
- 葛飾区立松上小学校
- 江戸川区立平井小学校
- 江戸川区立平井東小学校
- 東京聖栄大学

## 隣の橋
- 荒川

（上流） - 京成押上線荒川橋梁 - 木根川橋 - 平井大橋 - 総武本線荒川橋梁 - 小松川大橋・新小松川大橋 - （下流）
- 中川

（上流） - 平和橋 - 上平井橋 - 平井大橋 - 総武本線荒川橋梁 - 小松川大橋 - （下流）